# Mbocayaty del Guairá
Mbocayaty del Guairá es un municipio paraguayo del Departamento de Guairá, ubicado en el noroeste de la cordillera de Ybytyruzú. Se encuentra a unos 166 km de Asunción, y a 7 km al norte de Villarrica. Se accede a este distrito por la Ruta PY08.

## Toponimia
Inicialmente el poblado era conocido como Capilla Duarte  debido a la capilla de rito católico que una familia de apellido Duarte y oriunda de Villarrica erigió allÌ en el siglo XIX. Su nombre actual viene de los vocablos guaraníes Mbokaja + ty que significan "territorio poblado de cocoyoles". El apelativo del Guairá se utiliza para diferenciarle de otro municipio llamado Mbocayaty en el departamento de Cordillera.  

## Historia

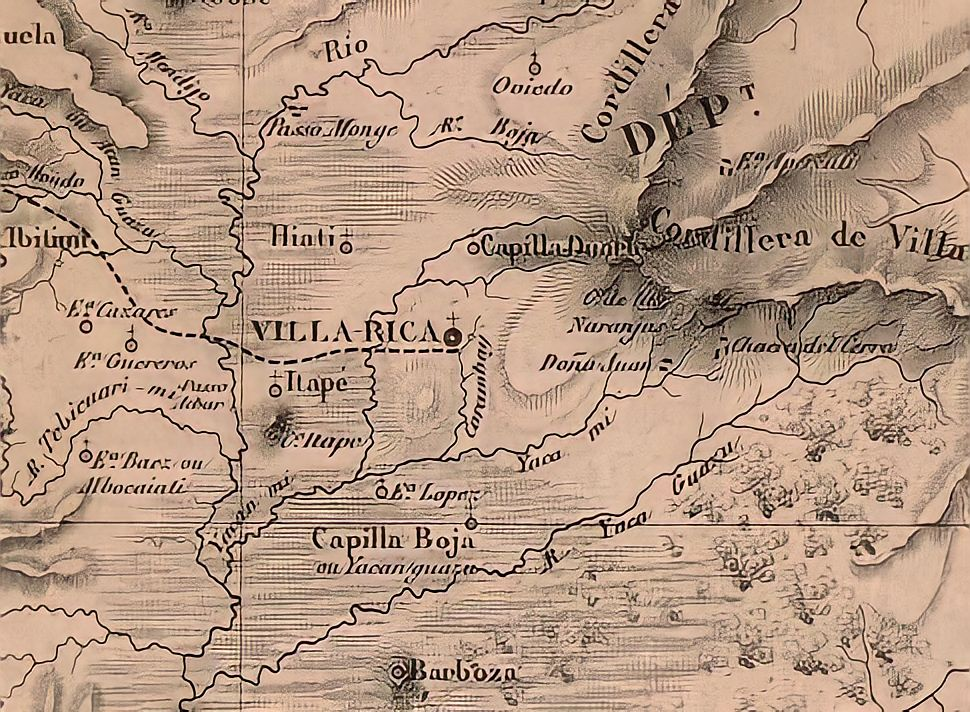
1862, donde se observa el pueblo Capilla Duarte y los pueblos aledaños

Fue fundado gracias a la donación de tierras por un sacerdote católico llamado José Mariano Duarte. José Mariano, primer cura y posiblemente primer maestro de la zona, heredó estas tierras de su padre, el General Carlos Duarte 
El 29 de diciembre de 1903 por Ley N.º 428 se lo elevó a categoría de municipio, independizándose de Villarrica.  
El primer presidente de la junta económico-administrativa de Mbocayaty fue Juan de la Cruz Talavera; el vicepresidente, Juan Pío Torres; y los titulares, Demetrio Jorgge, Vicente Samudio, José G. Martínez y Bernardino Sánchez.
A 2 kilómetros al sureste del casco urbano del distrito, está ubicada la compañía Costa Mbocayaty, que en otras épocas era el paraje Pirity. Por allí cruzaban los denominados "caminos reales", que eran los senderos entre los bosques abiertos por los españoles para atravesar la zona. En períodos de grandes lluvias, el agua del humedal se desbordaba e inundaba una franja del camino real que cruzaba por allí. El paraje Pirity era un sitio de descanso para los carreros, antes de cruzar el lugar conocido como Zanja Soró (actual arroyo Bobo). Este arroyo era un obstáculo difícil en época de inundación ya que en el terreno húmedo se hundían fácilmente las ruedas de las carretas. El origen de los "caminos reales" se remonta al asentamiento de los peregrinos de Villa Rica en ubicación actual, hacia 1682.  
Un escrito del explorador español Félix de Azara menciona que las pocas tierras despejadas a inmediaciones de Villa Rica le pertenecen a don Carlos Duarte,también menciona durante su viaje hacia el pueblo de Villarrica, un día 27, pasó la noche en la estancia de Báez ubicada en Mbocayaty.
Durante la Guerra de la Triple Alianza se registró que muchas mujeres residentes en lo que hoy es Mbocayaty donaron sus joyas para la causa nacional, mientras que muchas familias locales donaron parte de su ganado vacuno para el consumo del ejército.
A partir del siglo XX, el territorio original de Mbocayaty empezó a desmembrarse para crear nuevos municipios como Natalicio en 1931, Independencia en 1955 y Bottrell en 1983.

## Geografía
Se extiende en las proximidades de la Cordillera del Ybytyruzú, donde se presentan tierras altas y quebradas, zonas boscosas y con fuertes pendientes. Tiene bosques altos y continuos que son hábitat de importantes especies de la flora y de la fauna del país, aunque la actividad rural ha tenido gran impacto sobre el medio ambiente. Tiene 151 km² de extensión territorial.
Se encuentra irrigado por el río Tebicuarymí y sus arroyos afluentes como los arroyos Itá, Yaguareté y Gervasia. Limita al norte con Botrell, separado por el río Tebicuarymí; al sur con Villarrica, mediante el arroyo Bobo; al este con Natalicio e Independencia, separado de ambos municipios por el arroyo Borja y al oeste con Yataity.
| Noroeste: Yataity    | Norte: Dr Botrell | Noreste: Natalicio Talavera    |
| Oeste: Yataity       |                   | Este: Colonia Independencia    |
| Suroeste: Villarrica | Sur: Villarrica   | Sureste: Colonia Independencia |

## Clima
La temperatura media anual es de 22 °C ; su máxima en verano asciende a 38-39 °C y en invierno suele llegar a 0 °C. Llueve abundantemente en los meses de octubre y de noviembre. En los meses de julio y de agosto, se registra la menor cantidad de lluvia; los otros meses mantienen un promedio de 138 mm de precipitaciones, llegando normalmente a una media anual de 1.600 mm . 

## Demografía
Las compañías que rodean el casco urbano son: Pirity, Costa Mbocayaty, Capitán Samudio, Jorge Naville, Naranjo, Tacuarita, Manuel Gondra, Santa Bárbara, Carandayty y Loma Barreto. 

## Economía
Sus habitantes se dedican al cultivo de trigo, caña de azúcar, tabaco y algodón y a la ganadería mayoritariamente de subsistencia. La población también se dedica a la fabricación de telares en ao po´i, y al arte indígena. Además, existen aserraderos y pequeñas industrias que producen muebles y ladrillos. Debido a su cercanía con Villarrica, varios lugareños trabajan o van al colegio en la capital departamental mientras que varios villarriqueños poseen propiedades dentro de su territorio municipal.  

## Infraestructura

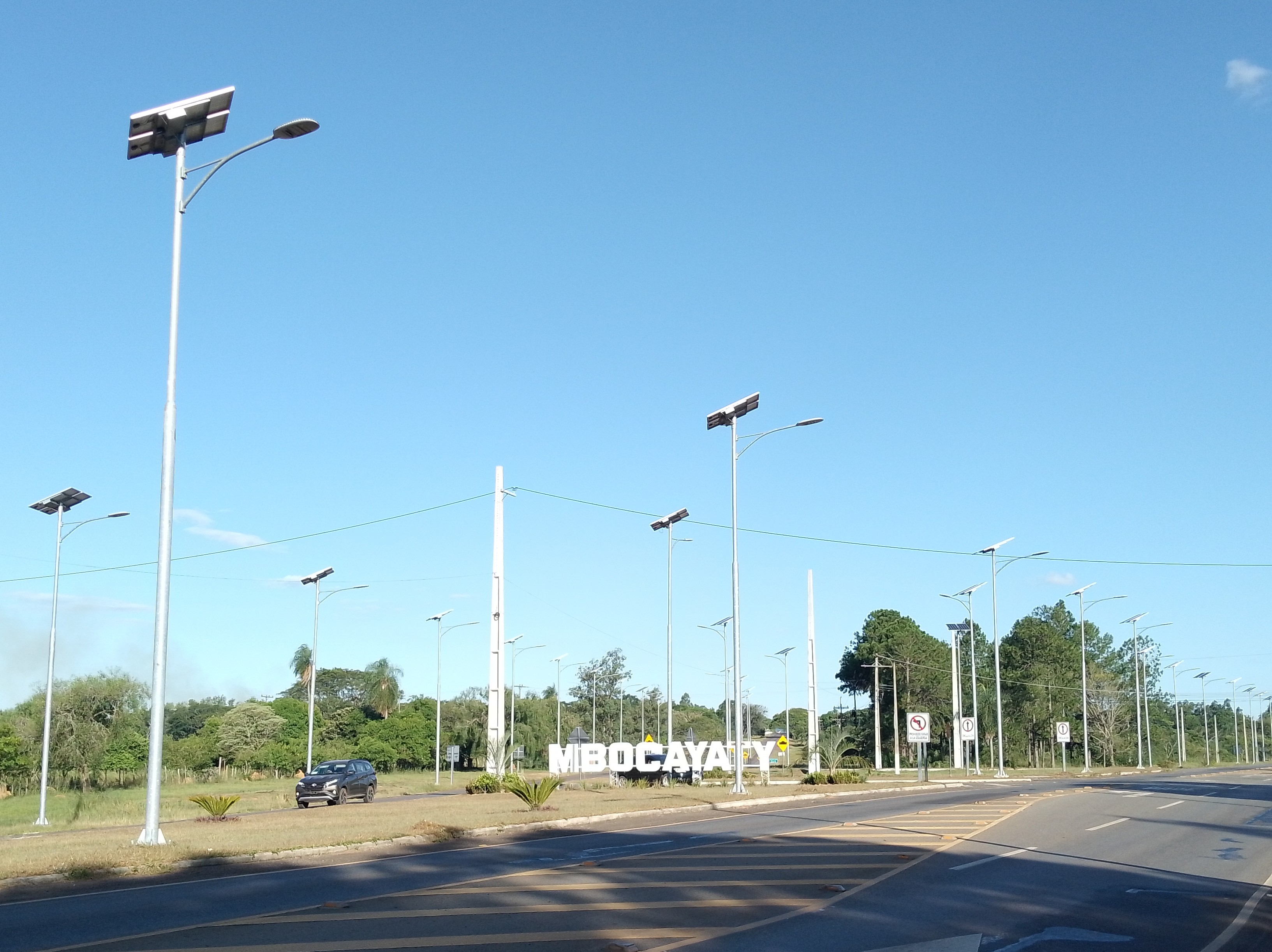
Acceso a Mbocayaty mediante la ruta PY08 desde la ciudad de Coronel Oviedo.

La Ruta PY08 constituye su principal vía de acceso la cual conecta al municipio con las ciudades de Villarrica y Oviedo. Además, otra carretera asfaltada que se dirige al este lo comunica con los municipios de Independencia y Troche. Para los viajes a la capital del país y a los otros departamentos, los autobuses de la Empresa de Transportes Guaireña SA incluyen a Mbocayaty como parada en varios de sus itinerarios y para los traslados internos poseen ómnibus de menor capacidad. La mayor parte de las calles del área urbana está pavimentada.
La Escuela Agrícola de Villarrica, dependiente del Ministerio de Agricultura y Ganadería tiene sus instalaciones en la compañía Pirity y dispone del bachillerato técnico agropecuario en donde los estudiantes aprenden a elaborar productos lácteos, criar animales de granja y cultivar huertos. En la compañía Loma Barreto se encuentra el Country Club del Porvenir Guaireño que cuenta con tres canchas de tenis, una de fútbol, una de pádel y una piscina.

## Educación

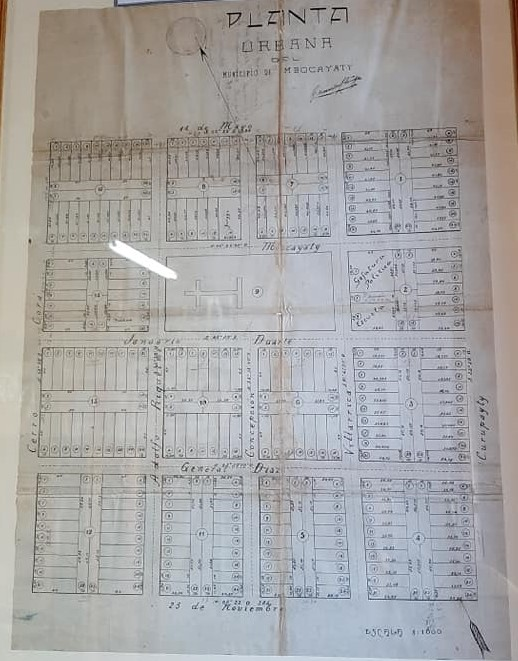
Plano de la planta urbana de 1915

Felipe Chamorro del 31 de diciembre de 1854, por el que se sabe que la existencia de la escuela en Mbocayaty data del periodo independiente.
El 16 de febrero de 1904 es nombrado director de escuela José Natividad Melgarejo, quien se hace cargo desde el 26 de ese mes y solicita: «Mejorar el local de la escuela que está bajo el peligro de caerse; construir quinchado de modo que no amanece el patio cada día lleno de bastos y otros, contamina en extremo á la higiene de la educación común; falta de los útiles siguientes: (tuitas), plumillas, papel, sobre, tizas, un Mapa de Paraguay, un texto de gramática por Andrés Bello y otro de Moral y Humanidad, que son los más esenciales para el funcionamientos de las clases»; asimismo, menciona materiales recibidos de don José de Mesa.
El 4 de marzo de 1904 encontramos una nota de Esteban Torres, preceptor de la Escuela Rural de Varones de la compañía Santa Bárbara, quien presentó su renuncia por «haber ingresado al estudio secundario de Villa Rica», e hizo el inventario y descripción de la escuela: «una casa pajiza construida voluntariamente por los vecinos para local de escuela, siete metros de largo con cuatro y cincuenta centímetros de ancho con dos cupiales en buen estado…». El Consejo Escolar de la zona, ante la renuncia del director de la escuela, resolvió en sesión del 8 de marzo nombrar como interino a Bernardino Sánchez y solicitó su aprobación al director general de Escuelas; firmaron el documento Pío Torres y Anastacio Talavera. Posteriormente, como director de la escuela de Santa Bárbara quedó Ramón Díaz González. El 18 de julio el Consejo Escolar propuso para director al joven Doroteo Melgarejo, quien había concluido sus estudios en el Colegio Nacional de segunda enseñanza en Villa Rica.
En nota del 4 de febrero de 1905 encontramos como director de la Escuela de Varones a Gumersindo Escobar, quien entonces envió su renuncia al director general de Escuelas; el 7 de febrero, encontramos como director general de Escuelas de Varones de la compañía Casco Rincón a Leocadio Paniagua, quien entonces presentó su dimisión.
Según la planilla de febrero de 1904 de la Escuela Rural de Varones de Mbocayaty, José L. Mesa, director y maestro de 2.º y 3.er grados, nacido el 25 de agosto de 1865, paraguayo, soltero, con 11 años en la instrucción nacional y 10 en dicha escuela, tenía un sueldo de 80 pesos, y el auxiliar del 1.er grado, con 12 años en la instrucción nacional y 11 en dicha escuela, un sueldo de 40 pesos.
En la planilla de marzo de 1904 encontramos a José Natividad Melgarejo, director y maestro del 2.º grado, nacido el 8 de septiembre de 1882, paraguayo, soltero, primera vez en la instrucción pública, con sueldo de 80 pesos; y Agustín Chamorro, maestro del 1.er grado, nacido el 21 de agosto de 1868, paraguayo, soltero, con 13 años en la instrucción nacional y la misma antigüedad en dicha escuela, con sueldo de 40 pesos.
En mayo de 1904, en la Escuela de Varones de Mbocayaty se registran 84 alumnos entre 1.º (67) y 2.º grado (17).
En la Escuela Rural de Niñas de Mbocayaty, en febrero de 1904 era maestra de 1.er, 2.º y 3.er grados Digna E. Torres, con sueldo de 79 pesos con 20 centavos, paraguaya, soltera, 4 años en la instrucción nacional y la misma antigüedad en dicha escuela, nacida en septiembre de 1883, bautizada el 26 de noviembre de 1883, diploma de 6.º grado recibido el 31 de diciembre de 1899 por la mano de Honoraria E. Torres, hija de José de la Cruz Torres y Liverata Garcete, casada el 1 de febrero de 1908 con Nicolás Benítez, hijo de Juana Bautista Benítez; del matrimonio nació Luis María, quien prestó servicio en Sanidad Militar durante la Guerra del Chaco, de profesión bioquímico.
En la Escuela Rural de Varones de Costa Rincón, Mbocayaty, en febrero de 1904, como director y maestro de 2.º y 3.er grados estaba Leocadio Paniagua, paraguayo, soltero, nacido en diciembre de 1882, 1 año y 6 meses en la instrucción nacional y la misma antigüedad en dicha escuela; como auxiliar de 1.er grado José G. Martínez, nacido el 19 de marzo de 1870, paraguayo, soltero, 4 años en la instrucción nacional y 4 años y 9 meses en dicha escuela; y como autoridad del Consejo de Escuela, Anastacio Talavera.
En febrero de 1904, era director y maestro del 3.er grado de la Escuela Rural de Potrero Borja, Mbocayaty, Gumersindo Escobar, nacido en enero de 1884, paraguayo, casado, 2 años en la instrucción nacional y 7 meses en dicha escuela; auxiliar de 1.º y 2.º grado, Adolfo Casco, nacido en abril de 1880, paraguayo, casado, un año en el servicio nacional y 10 meses en dicha escuela; autoridad del Consejo Escolar local, Pío Torres.
En la Escuela Rural de Varones de Santa Bárbara, Mbocayaty, en febrero de 1904 como docente estaba E. Torres, nacido en septiembre de 1885, paraguayo, soltero, 10 meses en la instrucción nacional e igual antigüedad en la escuela; otros educadores: Bernardino Sanches, paraguayo, casado, nacido en marzo de 1869; T. Talavera, nacido en enero de 1884, paraguayo, casado; y, desde 1905, Ramón D. González, nacido en 1869. Pío Torres también firmó como autoridad del Consejo Escolar en la planilla de ese año.
La Escuela Básica Nro. 138 «Digna E. Benítez» se inició en el local actual del Museo Municipal Mbocayaty, frente a la plaza central. La edificación, con paredes de adobe, techo de teja y piso de ladrillo, con cuatro piezas grandes y una chica, fue inaugurada en 1911, siendo director Braulio Ismael Lovera. En 1946 se elevó de categoría a Escuela Superior. En 1952 se amplió con una sala más, y desde el 13 de mayo de 1954, por resolución Nro. 67 del Ministerio de Educación y Culto, recibe su nombre actual, según el registro de la institución, en honor a una maestra que abrazó con amor y altruismo su vocación, Digna Emérita Benítez Fernández, nacida el 23 de octubre de 1932, hija de Alejo Tristán Benítez y Narcisa Fernández González, y asesinada el 26 de febrero de 1953, a los 20 años de edad por un enajenado mental.
Con el aumento de la población escolar, al inicio de 1961 la escuela funcionaba con seis grados, mañana y tarde; por ende, las autoridades educativas, conjuntamente con los padres, empezaron a gestionar otro local. Terminada y amoblada la obra, se inauguró el 2 de octubre de 1969, con la presencia del presidente Alfredo Stroessner, el ministro de Educación Raúl Peña. 
En 1964 se fundó el actual Colegio Parroquial «Delfín Chamorro» como liceo privado edificado en un terreno perteneciente a la parroquia. Su fundador y primer director fue el sacerdote Eulogio Montiel. Por varios años permaneció cerrado por falta de rubro y fue reabierto en 1974, siendo su director Capto Borja Paniagua hasta marzo de 1985.  Gracias a las gestiones de sus directivos y docentes, el colegio logró la subvención del Estado en cuanto al pago de sueldos a los educadores y personal administrativo, al punto de convertirse en colegio nacional. Más tarde, la diócesis volvió a recuperar el control sobre el centro educativo y lo convirtió en parroquial, bajo la dirección del sacerdote Walter Bachmann. Posteriormente, el histórico edificio del colegio donde se formaron las primeras generaciones de bachilleres, fue demolido. Sobre las ruinas del viejo edificio fue levantado otro más moderno.
En 1971 se creó la Escuela Vocacional en Mbocayaty gracias a gestiones del Centro de Desarrollo y donaciones de Unicef y otros organismos internacionales. En el periódico El Surco del 24 de noviembre de 1964 leemos que su instalación «fue resuelta teniendo en cuenta las ventajas que ofrece Mbocayaty, en la encrucijada de dos rutas y a escasa distancia de la capital del Departamento… donde los niños aprenderán los conocimientos prácticos y elementales sobre diversas artes manuales e industriales, para despertar su vocación». En 1972, leemos en el mismo periódico que «ha llegado a su finalización el montaje» del Taller de Artes Industriales, «que fue factible mediante el trabajo mancomunado de la Junta de Desarrollo de la zona y de las gestiones de la Supervisión de Escuelas de la Zona de Guairá B y el Centro de Desarrollo del Guairá; sobre el punto, el Ministerio de Educación y Culto había resuelto la instalación del mencionado taller con el propósito de “capacitar a los jóvenes de las áreas rurales en nuevas profesiones de gran futuro en nuestra zona con la llegada de la energía del Acaray».
En la compañía Costa Mbocayaty se encuentra el liceo público Prof. Francisca Yegros de Carpinelli fundado en 1973. Entre los fundadores se destacan Amancio Martínez Sánchez, Wenceslao Villalba, Domingo Paniagua, Eligio Britez y Genaro González. En el municipio de Mbocayaty, según informe del Área de Supervisión Educativa, hay 1414 alumnos matriculados, 192 docentes, 11 escuelas, 6 colegios y 2 centros de educación para adultos

## Cultura
Mbocayaty festeja su fiesta patronal el 8 de diciembre en honor a su santa patrona la Virgen de la Inmaculada Concepción.  La imagen de dicha virgen se encuentra en la iglesia del mismo nombre. Las festividades patronales empiezan varias semanas antes con actividades como la novena de misas que se realiza por barrios, cada día corresponde a un barrio. También se realizan ferias artesanales y una versión local de la corrida de toros española en la que no se lastima al animal que se conoce como torín. El día 8 de diciembre de cada año, a las 08:00 se oficia la misa central, terminada la ceremonia religiosa la imagen de la santa patrona recorre en procesión por las calles de los diferentes barrios de la ciudad. Luego de la procesión los jinetes se preparan para el juego de la sortija, mientras los espectadores pueden servirse el asado a la estaca. Por la noche se realiza la gran fiesta bailable en el tinglado municipal.
El templo católico data del año 1854. La antigua construcción aún se mantiene bien conservada. Algunos trabajos de restauración mal hechos afectaron ligeramente el diseño original del edificio, fundamentalmente por la incrustación de piezas de piedras en las paredes interiores.

## Deportes

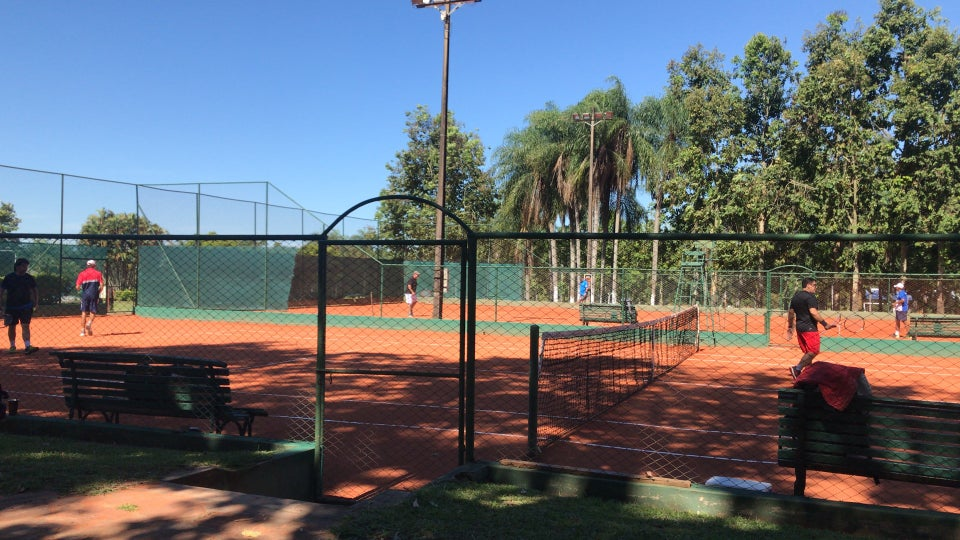
Canchas de Tenis en la sede del Club Porvenir en Mbocayaty.

En Mbocayaty se fundó la Federación Deportiva del Ybytyruzú, donde militan varios clubes de las compañías del distrito y de distritos vecinos como Natalicio, Yataity, Troche y Bottrell. Entre los principales clubes están Sol de América y 15 de Mayo (ambos de la compañía Costa Mbocayaty), Cerro Porteño, 8 de diciembre y 1.º de Marzo. En los últimos años, se incorporaron también otros equipos, tales como Dr. Botrell, Juventud, General Roa, 15 de Mayo, entre otros.
En Mbocayaty se practica tenis ya que la sede campestre del Club Porvenir Guaireño de Villarrica se encuentra en esta localidad y posee tres canchas de tenis de tierra batida y una cancha de pádel. 